# چوب‌زرد معمولی
چوب‌زرد معمولی (نام علمی: Afrocarpus falcatus) نام یک گونه از سرده آفریقامیوه‌ها است.